# آنا كازاس برودا
آنا كازاس برودا (بالإسبانية: Ana Casas Broda)‏ هي فنانة تشكيلية ومؤرخة ومصورة إسبانية، ولدت في 1965 في غرناطة في إسبانيا.

## وصلات خارجية
- الموقع الرسمي